# Challengers (manga)
Challengers (チャレンジャーズ Charenjāzu?) es un manga de género yaoi, fue el primer manga creado por Hinako Takanaga y fue publicado de 1996 a 2004.
El primer volumen de esta serie se llamó originalmente Goukaku kigan (合格 祈願) antes de que la serie se renombrara Challengers. Challengers tiene licencia en alemán de Tokyopop Alemania bajo el título de Küss mich, Student! y en francés de Taifu Comics bajo el título de Rien n'est imposible. Existe una serie derivada de Challengers, que sigue la historia del hermano mayor de Tomoe, Souichi, se titula Koi Suru Bōkun. 

## Sinopsis
Shinjuku no es un lugar seguro por las noches. Perdido, el joven estudiante Tomoe Tatsumi choca afortunadamente con Mitsugu Kurokawa. Fascinado por la ingenuidad de Tatsumi, Kurokawa se encuentra a sí mismo siendo más generoso de lo normal. En el transcurso de ayudar a Tatsumi a encontrar un sitio donde quedarse, Kurokawa le ofrece rentarle una de sus habitaciones. Así es como los dos comienzan a vivir juntos... ¡pero las cosas no van exactamente como Kurokawa esperaba!. 
Tomoe ya fue aceptado estudiante de primer año de la universidad de Tokio. La vida no podría ser mejor: Ya que vive en un apartamento muy bonito considerando lo que la mayoría de la gente paga por una habitación individual. Todo esto es gracias a Mitsugu Kurokawa: "el hombre de sueldos, el propietario, y (esperanzado) amante. 
Se debe a la generosidad de Kurokawa que Tatsumi es capaz de vivir en Tokio con un presupuesto tan ajustado. Las intenciones de Kurokawa son claras: amar, honrar, y apreciar Tatsumi hasta sus últimos días! Y el hermano mayor de Tomoe, Soichi Tatsumi, dice amenazadoramente: -¡ese día llegara más pronto de lo que crees!.
Para Kurokawa, el progreso sólo puede ser hecho por "cuestionar lo imposible...." Y así, Takanaga sensei nos presenta su encantadora comedia romántica, Challengers!.

## Argumento
Tomoe Tatsumi, un estudiante de secundaria de Nagoya, viaja a Tokio para realizar un examen de ingreso a la universidad. Se pierde deambulando por Tokio cuando se encuentra con Mitsugu Kurokawa, un oficinista que había estado bebiendo con su amigo Isogai. Isogai le vomita a Tomoe y Kurokawa lo lleva a limpiar su abrigo ahora arruinado y le dice que lo ayudará a encontrar su hotel, pero luego se dan cuenta de que la dirección del hotel está en el bolsillo de su abrigo, que ahora está en el lavado, complicando aún más la situación.
Como Kurokawa tiene una habitación extra en su casa, le ofrece a Tomoe quedarse en su casa por la noche. Tomoe acepta y a la mañana siguiente se va a tomar su examen de ingreso. Cuando Tomoe se sube al tren de regreso a Nagoya, Kurokawa lo besa. Tomoe parece sorprendido y horrorizado por esto y Kurokawa piensa que nunca volverá a saber de él, pero se sorprende al recibir una postal de Tomoe diciéndole que aprobó el examen de ingreso. Cuando Tomoe regresa a Tokio para buscar un lugar para vivir, pide la ayuda de Kurokwa y éste se ofrece a dejarle subarrendar la habitación adicional en su apartamento. Tomoe piensa que sería una buena idea ya que ahorraría dinero a su familia y acepta la oferta. Kurokawa finalmente le confiesa su amor a Tomoe y su relación se desarrolla gradualmente, pero no sin la interferencia de varios amigos y familiares.
El hermano mayor con mal genio de Tomoe, Souichi Tatsumi, sospecha de esta situación e intenta muchas veces que Tomoe regrese a casa. Se revela que Souichi es homofóbico porque casi fue violado por uno de sus profesores en su universidad, pero su asistente de laboratorio, Morinaga, lo salvó. Da la casualidad de que Morinaga es gay y ha estado enamorado de Souichi durante 4 años desde el momento en que se conocieron. La historia de Souichi y Morinaga continúa en la serie derivada, Koi Suru Bōkun.

## Personajes
- Tomoe Tatsumi
- Mitsugu Kurokawa
- Taichirou Isogai
- Souichi Tatsumi
- Tetsuhiro Morinaga
- Richard Coldman
- Reiko Hino
- Phil Lloyd